# Championnat de France de futsal de deuxième division 2020-2021
Navigation
Saison 2019-2020 Saison 2021-2022
Le Championnat de France de futsal Division 2 2020-2021 est le championnat national de second niveau du futsal français.
Le championnat est constitué de deux groupes composés de dix équipes. À la fin de la saison, le premier de chaque groupe accède à la Division 1 alors que les deux derniers respectifs sont relégués en ligues régionales.
Mi-octobre 2020, après que les trois premières journées aient été reportées à cause de la pandémie de Covid-19, la Fédération française de football décide de ne faire débuter le championnat que début janvier 2021. Finalement, la D2 Futsal est annulée. Aucune relégation n'est appliquée tandis que les deux équipes qui avaient terminé deuxièmes de leur groupe lors de la saison précédente sont promues afin de compenser les trois relégations de Division 1, l'Étoile lavalloise FC et le Kingersheim Futsal.

## Format de la compétition
Le championnat de Division 2 Futsal est composé de deux groupes dont chaque premier est promu en Division 1 pour la saison suivante. Le meilleur des deux, au ratio points par match, est sacré champion de D2. Les clubs placés aux deux dernières places dans les deux poules sont directement reléguées dans leur plus haut niveau régional respectif. Un barrage d'accession entre les champions régionaux déterminent les promus en D2 pour la saison suivante.
À la suite du report du début du championnat en janvier 2021, la FFF n'interdit pas que la formule puisse changer en cours de saison pour finir la compétition et annule la Coupe de France pour libérer le calendrier,. 

## Équipes participantes
Le Kremlin-Bicêtre futsal, présent dans l'élite du futsal français depuis sa création en 2007 découvre la D2. Après quatre saisons en D1, Roubaix AFS retourne à l'étage inférieur.
La phase d’accession interrégionale n'ayant pu se dérouler, les promus sont les champions régionaux des quatre ligues qui ont les meilleurs résultats statistiques en futsal : Paris-Île-de-France, Hauts-de-France, Corse et Pays de la Loire.
| \| Roubaix Villeneuve-d'Ascq Avion Lille Clichy Torcy Kremlin-B. Marcouville Nantes DB Laval Reims Kingersheim Neuhof Pfastatt Caluire Beaucaire Plaisance Pessac Bastia Ajaccio \| Localisation des clubs engagés dans le championnat. |
| Roubaix Villeneuve-d'Ascq Avion Lille Clichy Torcy Kremlin-B. Marcouville Nantes DB Laval Reims Kingersheim Neuhof Pfastatt Caluire Beaucaire Plaisance Pessac Bastia Ajaccio                                                           |

| Club                          | Localisation       | Classement 2019-2020       | Groupe | Depuis |
| ----------------------------- | ------------------ | -------------------------- | ------ | ------ |
| Roubaix AFS                   | Roubaix            | 12e D1                     | A      | 2020   |
| Pessac Châtaigneraie Futsal   | Pessac             | 2e, groupe A               | A      | 2019   |
| Étoile lavalloise FC          | Laval              | 3e, groupe A               | A      | 2015   |
| Lille Métropole Futsal        | Lille              | 4e, groupe A               | A      | 2013   |
| Évasion urbaine Torcy Futsal  | Torcy              | 5e, groupe A               | A      | 2018   |
| Reims Métropole Futsal        | Reims              | 6e, groupe A               | A      | 2017   |
| Futsal Paulista               | Clichy             | 7e, groupe A               | A      | 2019   |
| Villeneuve-d'Ascq Futsal      | Villeneuve-d'Ascq  | 8e, groupe A               | A      | 2019   |
| AS Avion Futsal               | Avion              | 1er R1 Hauts-de-France     | A      | 2020   |
| Nantes Doulon Bottière Futsal | Nantes             | 1er R1 Pays de la Loire    | A      | 2020   |
| Kremlin-Bicêtre futsal        | Le Kremlin-Bicêtre | 11e D1                     | B      | 2020   |
| Kingersheim Futsal            | Kingersheim        | 2e, groupe B               | B      | 2016   |
| Beaucaire Futsal              | Beaucaire          | 3e, groupe B               | B      | 2019   |
| Bastia Agglo Futsal           | Borgo              | 4e, groupe B               | B      | 2019   |
| Neuhof Futsal                 | Strasbourg         | 5e, groupe B               | B      | 2017   |
| AS Martel Caluire             | Caluire-et-Cuire   | 6e, groupe B               | B      | 2017   |
| Pfastatt Futsal               | Pfastatt           | 7e, groupe B               | B      | 2013   |
| Plaisance All-Stars           | Plaisance-du-Touch | 8e, groupe B               | B      | 2016   |
| Marcouville City CP           | Pontoise           | 1er R1 Paris-Île-de-France | B      | 2020   |
| AC Ajaccio                    | Ajaccio            | 1er R1 Corse               | B      | 2020   |

## Compétition
Mi-octobre 2020, après que les trois premières journées ont été reportées à cause de la pandémie de Covid-19, la Fédération française de football décide de ne faire débuter le championnat que début janvier 2021. Finalement, la D2 Futsal est annulée.
Le Kingersheim Futsal et l'Étoile lavalloise sont promus car deuxièmes de leur groupe de D2 lors de la saison 2019-2020, la dernière homologuée par la FFF avant la crise sanitaire.

## Barrages d'accession en D2
Pour la participation à la Phase d’accession interrégionale à l’issue de la saison 2020-2021, les Ligues régionales de Paris-Île-de-France, des Hauts-de-France et des Pays de la Loire doivent déterminer un second club, sur décision du bureau exécutif de la Ligue de football amateur, sur la base de critères et classements.
Cependant, les compétitions régionales n'ont pas plus lieu que la D2 et aucune phase d'accession n'est organisée.